# Шевердин, Фёдор Ефимович
Фёдор Ефимович Шевердин (25 декабря 1895, Мордовский Белый Ключ, Симбирская губерния — 27 апреля 1970, Москва) — советский военный деятель, гвардии генерал-лейтенант (1943).

## Биография
Родился 25 декабря 1895 года в селе Мордовский Белый Ключ Карсунского уезда Симбирской губернии .

### Первая мировая и гражданская войны
В январе 1916 года был призван в армию и направлен служить в город Карсун (Симбирская губерния), где закончил учебную команду. В июле 1917 года с маршевой ротой был направлен в 75-й Севастопольский полк (ххЮго-Западный фронт (Первая мировая война)/Юго-Западный фронтъъ), где был назначен на должность командира отделения, после чего принимал участие в боевых действиях в районе Каменец-Подольска. В марте 1918 года в чине младшего унтер-офицера был демобилизован армии.
В январе 1919 года вступил в ряды РККА, после чего был направлен в 13-й особый отряда, дислоцированный в Челябинске, где служил красноармейцем и командиром отделения и принимал участие в боевых действиях против войск под командованием адмирала А. В. Колчака и генерала А. И. Дутова в районах Петропавловска и Кокчетава, а в июне 1920 года, являясь курсантом Третьих Сибирских пехотных курсов, принимал участие в подавлении антисоветского мятежа на территории Семипалатинской области.

### Межвоенное время
После окончания войны был направлен на учёбу в Высшую объединённую военную школу, дислоцированную в Киеве, после окончания которой в 1923 году служил командиром роты в составе 61-го и 62-го Новороссийских стрелковых полков (21-я стрелковая дивизия, Сибирский военный округ). Принимал участие в боевых действиях на КВЖД, после окончания которых был назначен на должность начальника общевойсковой подготовки управления 21-й стрелковой дивизии.
После окончания курсов усовершенствования комсостава «Выстрел» в 1931 году был назначен на должность командира батальона 145-го стрелкового полка (49-я стрелковая дивизия, Московский военный округ), в марте 1935 года — на должность начальника отдела штаба 10-го стрелкового корпуса, а в 1936 году — на должность командира 250-го стрелкового полка (184-я стрелковая дивизия).
В 1938 году заочно закончил Военную академию имени М. В. Фрунзе и в феврале 1939 года был назначен на должность командира 74-й стрелковой дивизии (Одесский военный округ).

### Великая Отечественная война
С началом войны 74-я стрелковая дивизия принимала участие в приграничных сражениях, во время которого вела оборонительные боевые действия на восточном берегу Прута северо-западнее Кишинёва, а затем на реках Днестр, Южный Буг и Днепр.
В мае 1942 года был направлен на учёбу на ускоренный курс Высшей военной академии имени К. Е. Ворошилова, после окончания которого 14 ноября того же года назначен на должность командира 14-го стрелкового корпуса, который принимал участие в ходе контрнаступления под Сталинградом, а затем в Ворошиловградской наступательной операции и освобождении Морозовска и Антрацита, за что в апреле 1943 года корпус был преобразован в 27-й гвардейский, а Ф. Е. Шевердин за боевую работу и обеспечение управления частями корпуса награждён орденом Красного Знамени с присвоением воинского звания генерал-лейтенанта. Летом корпус принимал участие в Курской битвt и Донбасской наступательной операции.
22 августа 1943 года был освобождён от занимаемой должности и в сентябре назначен на должность командира 74-го стрелкового корпуса, который принимал участие в ходе наступления на полтавско-кременчугском направлении и освобождении Полтавы и Кременчуга, а с января 1944 года вёл боевые действия в ходе Житомирско-Бердичевской и Проскуровско-Черновицкой наступательных операций, а также при освобождении Бердичева и Винницы. В июле корпус принимал участие в ходе Львовско-Сандомирской операции и освобождении Галича и Станиславова. За образцовое выполнение заданий командования и высокие командирские качества Ф. Е. Шевердин был награждён орденами Кутузова 2 степени и Красного Знамени. В августе 1944 года был тяжело ранен, после чего направлен в госпиталь.

### Послевоенная карьера
До ноября 1945 года находился на лечении.
В сентябре 1946 года вышел в запас. Умер 27 апреля 1970 года в Москве.

## Награды
- Два ордена Ленина;
- Три ордена Красного Знамени;
- Орден Кутузова 2 степени;
- Медали.